# Sheffield Hallam
Circonscription parlementaire de la Chambre des communes
La circonscription de Sheffield Hallam est une circonscription anglaise à la Chambre des communes du Parlement britannique, située dans le Yorkshire du Sud.

## Députés
| Période       | Période         | Identité     | Étiquette           | Qualité |
| ------------- | --------------- | ------------ | ------------------- | ------- |
| 5 mai 2005    | 3 mai 2017      | Nick Clegg   | Libéraux-démocrates |         |
| 8 juin 2017   | 6 novembre 2019 | Jared O'Mara | Parti travailliste  |         |
| décembre 2019 | En cours        | Olivia Blake | parti travailliste  |         |